# Stefano Badami
Stefano „Steve“ Badami (* 1904; † 31. März 1955) war ein italo-amerikanischer Mobster der US-amerikanischen Cosa Nostra und galt als erster Boss der Elizabeth crime family aus New Jersey, die später als DeCavalcante-Familie bekannt wurde.

## Leben
Während der Prohibitionszeit gab es in North Jersey mehrere Bosse, die dort z. B. den Transport von Alkohol bzw. Whisky steuerten. Es gab zwei inoffizielle Mafia-Familien mit Sitz in New Jersey: eine Familie in Newark unter der Leitung von Gaspare D’Amico und eine in Elizabeth unter der Leitung von Stefano Badami. Im Jahr 1937 floh D’Amico nach einem gescheiterten Attentat auf sein Leben, das von Joseph Profaci angeordnet worden war.
Gegen Ende der 1930er Jahre wurde Stefano „Steve“ Badami der alleinige Boss der Elizabeth-Newark-Fraktionen. Seine Herrschaft erwies sich jedoch als schwach, da sich die Fraktionen aus Newark und Elizabeth um die alleinige Kontrolle über New Jersey bekämpften. Badami herrschte bis in die 1950er Jahre, wurde aber 1955 vermutlich während eines Machtkampfes zwischen den beiden Fraktionen ermordet.